# 昌乐公主 (北周)
昌乐大长公主（？—559年），为南北朝北周文帝宇文泰的姐姐。
昌乐大长公主嫁给了尉遲俟兜，尉遲俟兜死后，昌乐大长公主的儿子尉遲迥、尉迟纲就跟着舅舅宇文泰。后来，宇文泰西入关中建立后，昌乐大长公主带着儿子尉遲迥、尉迟纲留在晋阳。很久之后，才辗转入关。武成元年（559年），昌乐大长公主在长安去世，谥号穆。  